# Tacho
Tacho je český film natočený převážně na Slovensku v okolí Nitry v létě 2010 za 24 dní. Premiéru měl 2. prosince 2010. V prodeji je i soundtrack k filmu. Původní označení filmu bylo Dotkni se duhy. Film byl natočen ve spolupráci manželů Landových a jeho děj se odehrává před Nitranskou rallye a během ní.

## Děj
Alex Bold (Daniel Landa) je úspěšný jezdec, který si bez rallye nedokáže svůj život představit. Po havárii, při níž se těžce zraní jeho spolujezdec Martin (Rudolf Hrušínský nejmladší), ale sám Alex vyvázne jen s otřesem mozku, shání Levent (George Nicolas), Alexův manažer, náhradníka, s nímž by Alex mohl jet nejdůležitější závod sezony, Nitranský pohár.
Toho se má zúčastnit i Webber (Timothy Otis) a jeho spolujezdec Muller (Robert Dern), nad kterými za 15 let závodění Alex nikdy nevyhrál. Od primáře (Rudolf Hrušínský mladší) se však dozvídá, že není zdravotně způsobilý účastnit se rallye, protože má nádor na mozku. Na onkologii se setkává s Lucií (Olga Lounová), dcerou primáře, která je v podobné životní situaci, a líbí se mu její postoj k životu a odhodlání zúčastnit se rallye. Účast na rallye se nelíbí matce Lucie (Kamila Magálová), ale její otec Alexovi i Lucii potvrzuje zdravotní karty, které později manželka Leventa omylem vyhodí.
Leventovi se to nelibí, ale i přesto Alex do životního závodu nastoupí s nezkušenou, ale odhodlanou Lucií. Němec Webber se už vidí jako vítěz, ale vyhrát chce i slovenský dobrodruh a mafián Jožo (Martin Havelka), který bude závodit s nejlepším spolujezdcem Slovenska Julem (Roman Pomajbo), kterého zachránil od pomsty podsvětí, které mu vyhrožovalo kvůli obchodu s lanýži. Angličtí závodníci Charlie (Christopher Rithin) a Dave (Julian Pindar) také pilně trénují, ale na něco úplně jiného než na rallye. Do poslední chvíle není jisté, jestli se Alex rallye zúčastní, protože nemá zdravotní kartu, tu mu ale nakonec těsně před závodem obstará Jožo. Alex rallye v Nitře vyhraje. Příběh končí čelní srážkou s protijedoucím nákladním automobilem.

## Obsazení
| Daniel Landa               | Alex Bold        |
| Olga Lounová               | Lucie            |
| George Nicolas             | Levent           |
| Timothy Otis               | Webber           |
| Robert Dern                | Muller           |
| Roman Pomajbo              | Jula             |
| Martin Havelka             | Jožo             |
| Christopher Rithin         | Dave             |
| Julian Pindar              | Charlie          |
| Rudolf Hrušínský mladší    | primář onkologie |
| Kamila Magálová            | matka Lucie      |
| Rudolf Hrušínský nejmladší | Martin           |